# Jezový most a zdymadlo Miřejovice
Zdymadlo Miřejovice se nachází v okrese Mělník ve Středočeském kraji, na Vltavě na říčním kilometru 18,0 v sousedství bývalých Povltavských tukových závodů v severní části obce Nelahozeves na levém břehu, kterou spojuje s městem Veltrusy na pravém břehu, z větší části v katastrálním území Veltrusy. Vesnice Miřejovice, podle které bylo vodní dílo pojmenováno a která je částí obce Nová Ves v okrese Mělník, se nachází asi o kilometr dále na levém břehu. 
Zdymadlo se skládá z jezového mostu, z plavebního kanálu s plavební komorou po levé straně řeky, elektrárenského náhonu a elektrárny vlevo od plavebního kanálu a vorové propusti při pravém břehu. Celkem tedy rovinou jezu procházejí čtyři ramena řeky. Jezový most byl dokončen v roce 1903, elektrárna v roce 1927. Předchází mu zdymadlo Dolany, následuje zdymadlo Hořín. Provozovatelem všech zdymadel je Povodí Vltavy, státní podnik. Zatímco předchozí vltavská zdymadla jsou strohé technické stavby, miřejovické i hořínské zdymadlo mají zdobné věže. Elektrárna s jezem i mostem tvoří jednotný architektonický celek.

## Historie
Na místě dnešního jezového mostu postavili Chotkové v roce 1755 dřevěný most, který zanikl za povodně roku 1784; při nízkém stavu vody jsou patrné jeho zbytky. Císař Josef II. nepovolil stavbu nového mostu, a proto zde pak byl jen přívoz.

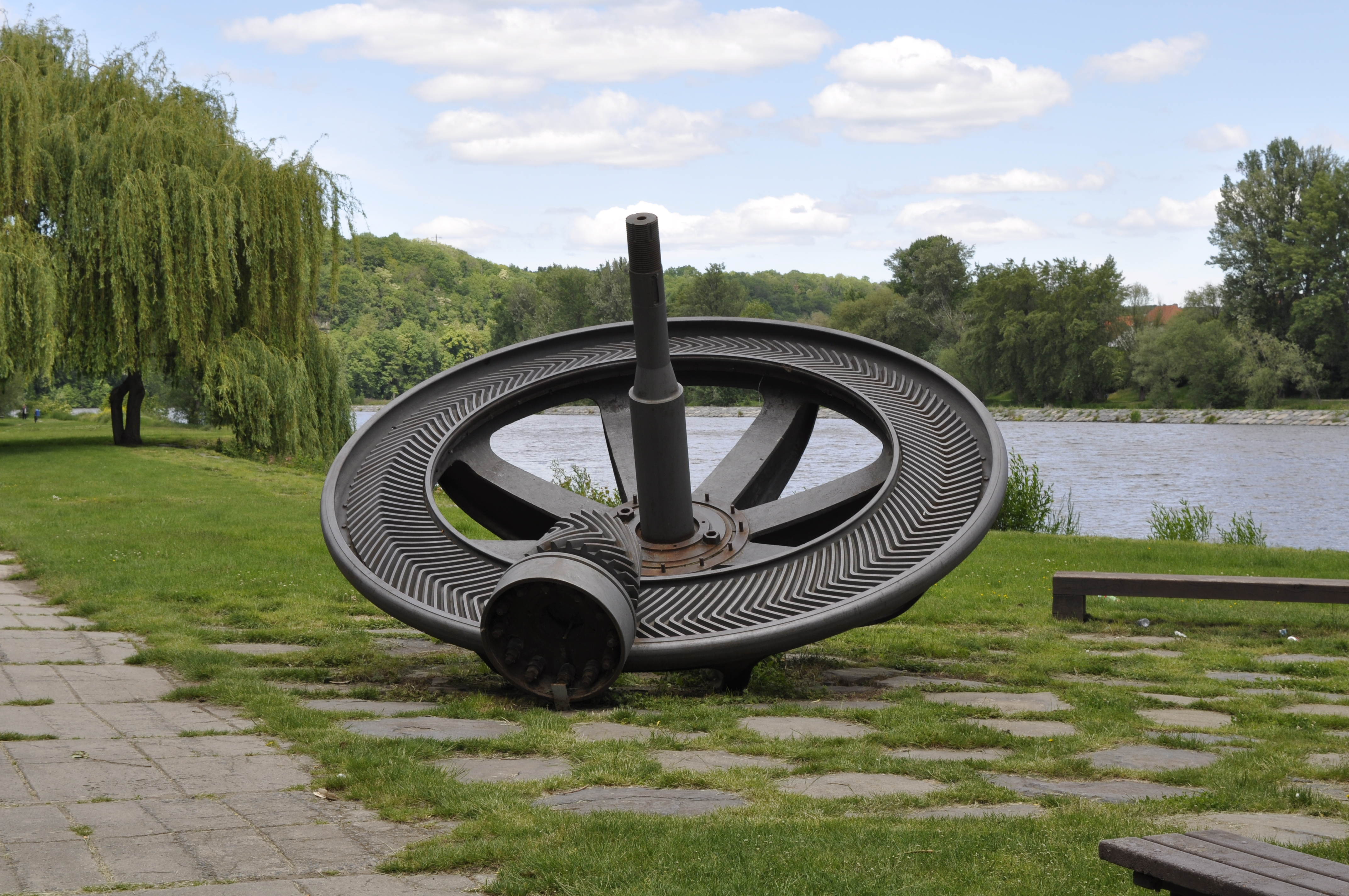
Původní převodové kolo z miřejovické elektrárny

Jez byl postaven v letech 1900–1903.
V letech 1928–1930 byl jez doplněn o elektrárenský náhon a elektrárnu a modernizován. Náhon zbudoval Ing. Faigl ze Zlonic, budovu elektrárny stavitelé Ing. Pokorný a Ing. Peka z Prahy, turbogenerátory dodala ČKD Blansko, rekonstrukci jezu provedla firma Müller a Kapsa z Prahy a ovládací velín postavil pražský závod Františka Křižíka. Od té doby neprošla stavba většími změnami, jen začátkem 21. století byly rekonstruovány plavební komory a postaven nový velín.
Původně po mostě vedla silnice I. třídy č. 8, po postavení nového silničního mostu pro silnici I/8 (dnes II/608) asi o půl kilometru níže po proudu v roce 1974 byla z jezového mostu vyloučena silniční doprava a most slouží jen pro pěší a cyklisty, je po něm vedena dálková cyklistická trasa č. 2.

## Jezový most

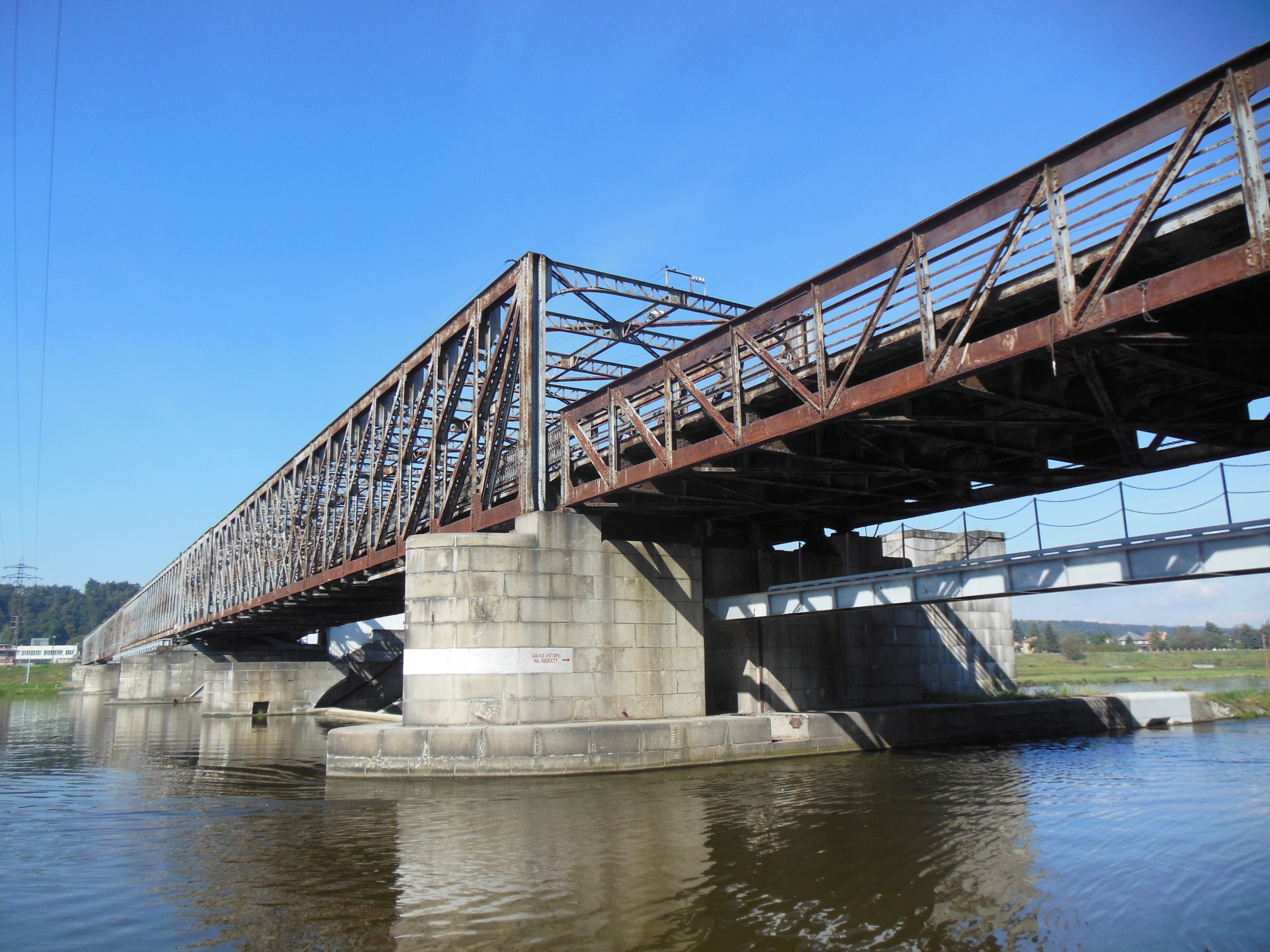
Jezový most

Autorem jezového mostu (mostového jezu) je František Sander. Jezovou konstrukci postavila firma Breitfeld-Daněk. Mostový jez slouží jako nouzový uzávěr. Most projektoval prof. Záhorský.
Jez je válcový, přímý, má pět pohyblivých hradicích konstrukcí. Spád jezu je 3,45 metru. Vzdutí jezové zdrže má délku 9,62 km.

Most nad jezem tvoří ocelová příhradová konstrukce uložená na pilíře. Použity jsou příhradové přímopásové nosníky dvojnásobné soustavy. Délka celého mostu je 288 metrů, celková šířka mostu je 7 metrů. Pilíře jsou zakončené manipulačními budkami v podobě věžiček, v nich jsou mechanismy pro zvedání válců. Věží je pět, jsou široké 3,5 metru a vysoké 5 až 10 metrů, s valbovými střechami; vrcholky věží jsou asi 12 metrů nad hladinou Vltavy.

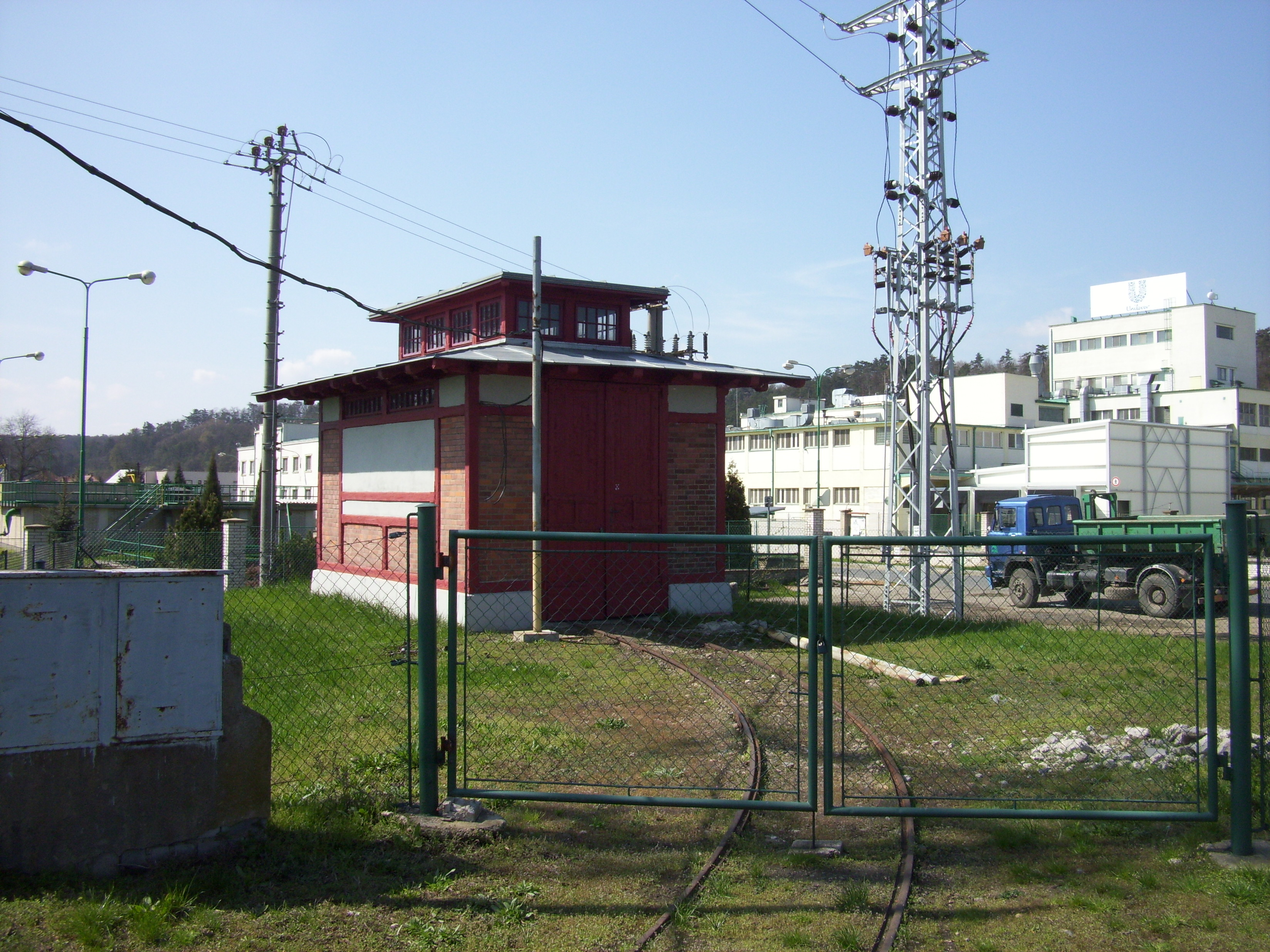
Remíza místní průmyslové dráhy

Na návodní straně mostu vede z levého břehu asi do dvou třetin délky mostu úzkorozchodná elektrifikovaná obslužná dráha pro rozvoz hradidel, na levém břehu má remisu z cihlového zdiva s horním světlíkem. Někdy v období mezi červencem 2009 a dubnem 2010 bylo trolejové vedení dráhy sneseno, k roku 2022 je opět obnoveno.
Most se skládá z 8 polí různé délky. Má tyto části: západní předpolí, část nad elektrárenským náhonem, 48 metrů nad plavební komorou, 19 metrů nad malým válcem, 2 × 25 metrů nad dvěma stoney válci, 2 × 26,7 metru nad velkými válci, 20 metrů nad vorovou propustí a 10 metrů východní předpolí.
Jezové mosty jsou také například na Labi v Přelouči, Nymburce a Kolíně.

## Vorová propust, slalomová dráha

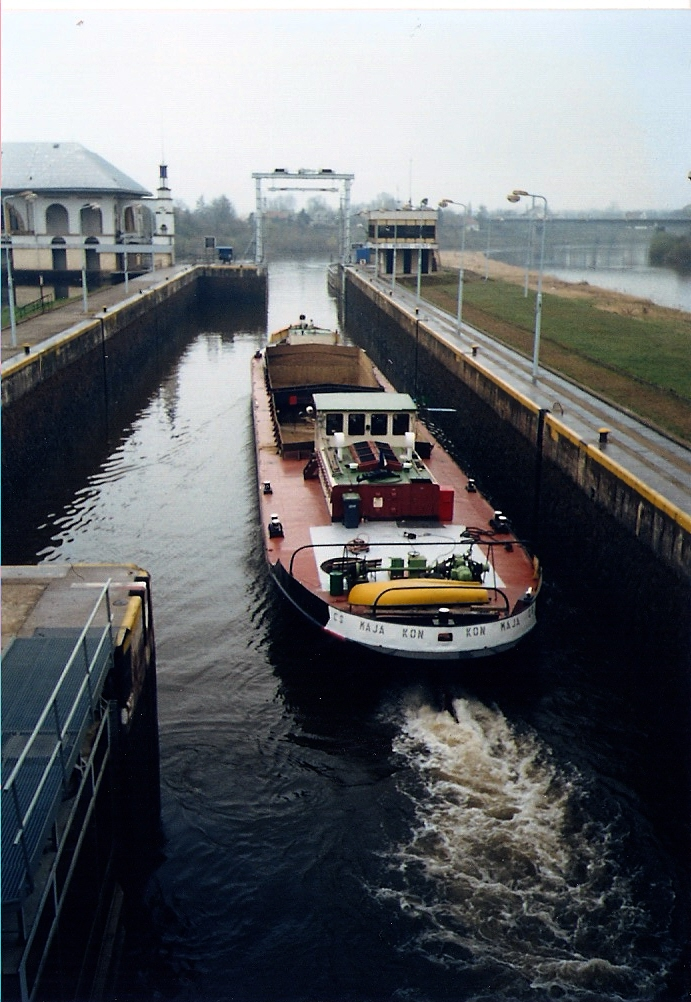
Velká plavební komora. Vlevo část budovy elektrárny

Vorová propust na pravé straně byla v původním stavu krátce v 60. letech a naplno jako již upravená od roku 1984  využívána coby sportovní slalomová dráha. Celý kanál vorové propusti začíná těsně před úrovní jezu a je dlouhý asi 0,6 km, pro sportovní účely je využíváno prvních 400m.

## Plavební kanál a plavební komora
Celý plavební kanál včetně plavebních komor je dlouhý asi 0,4 km, začíná být oddělen asi 200 metrů před úrovní jezu a končí nedaleko za úrovní elektrárny. Plavební komory jsou dvě v uspořádání za sebou. Horní, malá, má užitnou šířku 11 metrů a délku 73 metrů, dolní, velká, má vnitřní šířku 20 metrů a délku 133,4 metru.. Všechna tři vjezdová vrata jsou vzpěrná a mají šířku 11 metrů.
Užitná šířka plavebních komor 11 metrů je dnes již nevyhovující a plánuje se výstavba plavební komory nové, odpovídající minimálně kategorii Va mezinárodní klasifikace vodních cest , tedy minimálně šířky 12 až 12,5 metrů, délky alespoň 115 metrů a hloubky nad záporníkem 4 až 4,5 metrů.

## Elektrárenský náhon a elektrárna
Elektrárenský náhon je dlouhý asi 0,7 km a odděluje se od hlavního ramene asi půl kilometru před jezem. Malá vodní elektrárna Miřejovice je asi 150 metrů za úrovní jezu. U vtoku do elektrárny je 5 stavidlových tabulí, vpravo jalový žlab hrazený stavidlovými tabulemi.
Budova elektrárny je jednopatrové, obdélníkového půdorysu, s půlkruhovými okny a pultovou střechou. Dominantu tvoří transformátorová věž obrácená k levému břehu.
Vodní elektrárna je vybavena pěti Francisovými turbínami, celkový výkon je 3,57 MW. Elektrárnu včetně náhonu postavila v letech 1922–1928 firma ing. Pokorného a ing. Peky. Začátkem 90. let 20. století prošla elektrárna generální rekonstrukcí.